# Ichneumon mordax
Ichneumon mordax là một loài tò vò trong họ Ichneumonidae.